# 中共中央宣传部遗址
中共中央宣传部遗址是位於中國上海市虹口區四川北路1649弄32号的一個文物保护点。
原建筑是一幢砖木结构里弄住宅。1926年4月，中共中央宣传部搬到該處辦公。當時當地是彭述之的住宅。彭述之、沈雁冰、郑超麟等均在此办公，負責编辑《向导》和《新青年》丛书。1927年4月，蔣介石決定清黨，上海爆發了四一二事件，中共中央宣传部跟隨中共中央一起從上海遷往武漢。
1982年6月，郑超麟与黄玠然、张纪恩一起來到四川北路找到了當年中共中央宣传部的辦公舊址。。2021年6月，中共中央宣传部遗址纪念标识揭幕。現今所在地為上海ist艾尚天地。